# Західне Полісся

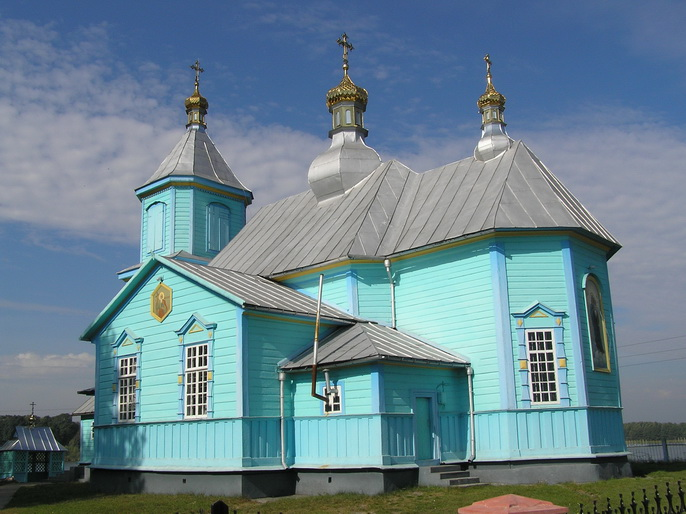
Церква в селі Піща

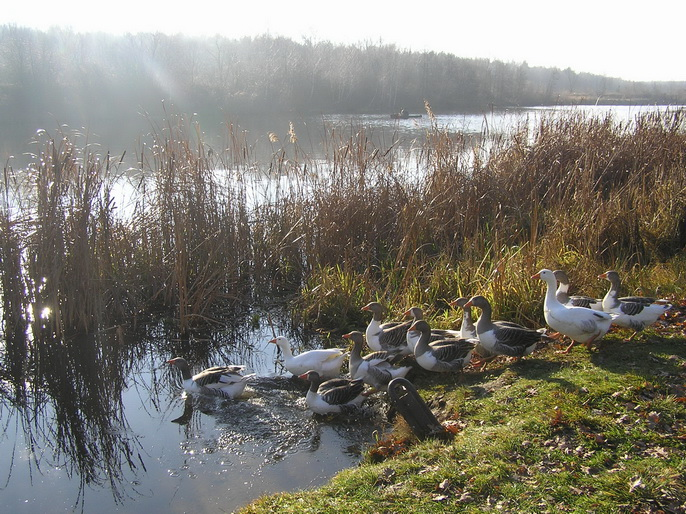
Річка Мухавець

51°15′45″ пн. ш. 23°19′27″ сх. д. / 51.2626° пн. ш. 23.3242° сх. д.
Західне Полісся (пол. Polesie Zachodnie, біл. Заходняе Палессе) — етнокультурний регіон.

## Назва
Інші назви — Полісся, Волинське Полісся, Волинсько-поліський край.

## Територія
Західна частина в складі Республіки Польща (Підляське, Люблінське воєводство), північна в складі Республіки Білорусь (Берестейська область), південна в складі України (Волинська, Рівненська область). Загальна площа 51 тис. км².

## Історія
Західнополіська культурна спільнота сформувалась у додержавний період. Археологи Ю. Кухаренко, І. Русанова, І. Біруля, О. Іов на підставі наявності парних курганів, особливого типу кераміки і поселень, зробили висновок про те, що регіон був заселений переважно волинянами. Не викликає сумніву приналежність населення Західного Полісся до дулібського союзу, оскільки найпоширенішим типом жіночих прикрас є скроневі каблучки у півтора обороти.

## Населення
Корінне населення розмовляє західнополіським діалектом української мови. Православні. Поширений протестантизм. В Південному Підляшші переважають римо-католики, т. зв. калакути. Населені пункти, кількість жителів в яких перевищує 50 тисяч осіб: Берестя, Біла-Підляська, Кобрин, Ковель, Пинськ.

## Наука
Дослідженнями культури регіону активно займався Полісько-Волинський народознавчий центр Інституту народознавства НАН України (1992–2004), директор Віктор Давидюк.

## Природа
Східна частина лежить в басейні Дніпра, західна — Вісли. Розташовано у широколистяно-сосновій провінції підзони змішаних лісів. Найбільші річки: Прип'ять, Західний Буг, Стир, Горинь, Ясельда. На території Західного Полісся знаходиться унікальне карстове озеро Світязь.